# تمرد غيبوثكوا العسكري 1936
فشل انقلاب يوليو 1936 ضد حكومة الجمهورية الإسبانية في غيبوثكوا، مما اشعل الحرب الأهلية.
كان مركز التمرد العسكري في سان سيباستيان عاصمة المقاطعة حول الحامية العسكرية التي تحوي ثكنات لويولا. في 21 يوليو ثار المتآمرون في حامية سان سيباستيان ، وتمكنوا من احتلال بعض المباني الرئيسية في وسط المدينة. ومع ذلك تمكنت قوات النظام العام والعناصر الموالية للجمهورية من إحباط التمرد، واقتربت من المتمردين في ثكنات لويولا وانهت التمرد. انتهى التمرد بالكامل يوم 27 يوليو عندما استسلم آخر المدافعين عن ثكنات لويولا.
لم تنجح الانتفاضة أيضًا في أجزاء أخرى من المقاطعة مثل إرون.

## خلفية

### مؤامرة الانقلاب
احتوت حامية سان سيباستيان العسكرية من فوج مدفعية ثقيلة وكتيبة زابادوريس السادسة، وتمركزت كلتا الوحدتين في ثكنات لويولا، وهي الثكنات الرئيسية في المدينة. وكان قائدي تلك الأفواج لهما أراء مختلفة فيما يتعلق بالانتفاضة: فآمر فوج المدفعية على الرغم من كونه ملكيا، وكان انضمامه للمؤامرة العسكرية خجولا، فلم يكن يثق بالجنرال مولا. أما الآخر وهو العقيد فالسبين الذي يعتبره مولا متهورًا بشكل مفرط، فقد كان في الواقع هو الشخص الذي قاد انتفاضة غيبوثكوا.
كان الوضع في قوات النظام العام كما يلي: كان مقر الحرس المدني وقيادة غيبوثكوا في سان سيباستيان. وحرس الحدود تحت قيادة المقدم أنطونيو كاريو، بينما كانت قوات الأمن والاقتحام بقيادة النقيب أدولفو كازورلا. كل هؤلاء القادة كانوا ملتزمين بالتآمر العسكري، باستثناء رئيس قيادة الحرس المدني المحلية - المقدم ساتورنينو بينغوا.
وحاكم غيبوثكوا المدني هو الجمهوري خيسوس أرتولا جويكوتشيا، الذي أظهر سلبية كبيرة لمواجهة الأحداث المستقبلية. ومن الناحية الاجتماعية، كان جزء كبير من غيبوثكوا متعاطفًا مع الكارلية، بينما من بين القطاعات المتشددة الحزب القومي الباسكي (PNV ) -وهو تشكيل كاثوليكي محافظ - كان هناك اختلاف إيديولوجي مهم مع قوى الجبهة الشعبية. ومع ذلك فهناك مراكز تصنيع مهمة في الإقليم مقرونة بوجود مراكز يسارية ونقابية.

### الأيام السابقة
عندما وصلت أخبار الانتفاضة العسكرية في المغرب الإسباني يوم 18 يوليو 1936، إلى سان سيباستيان ونافارا القريبة، قررت النقابات اليسارية مثل الاتحاد الوطني للعمل CNT واتحاد العمال العام UGT تعبئة أعضائها مطالبين الحاكم المدني دونوستي بتسليم الأسلحة لمجموعاته. وكان من المعروف في 19 يوليو أن الحامية العسكرية لمدينة فيتوريا قد انضمت إلى الانتفاضة، أصبح من المستحيل تجاهل طلب المنظمات العمالية، على الرغم من أن الحاجة الملحة لإرسال قوات موالية ضد فيتوريا أصبحت أكثر أهمية، في حين بسط المتمردون سيطرتهم على مقاطعة ألافا بأكملها. وفي غيبوثكوا أعربت قوات الحرس المدني وحرس الاقتحام وفيلق حرس الحدود وماغليت (شرطة تفويض غيبوثكوا) عن ولائهم لحكومة الجمهورية.
في اللحظات الأولى من الانقلاب حافظ الكولونيل كاراسكو على موقف غير واضح تجاه الانتفاضة. حتى كاراسكو وضع نفسه في صالح الحكومة الجديدة بقيادة دييغو مارتينيز باريو، ضد الطلبات الواردة من بامبلونا للانضمام إلى الانتفاضة - أعطى مولا مبادئ توجيهية لإعلان حالة الحرب في اليوم التالي 19 يوليو- ومع ذلك تراجع كاراسكو ولم يعلن حالة الحرب في اليوم التالي ، وتم اعتقاله أيضًا عندما ذهب إلى الحكومة المدنية للاحتجاج على إطلاق النار على بعض ضباط الجيش. منذ تلك اللحظة سيطر العقيد فالسبين على الوضع، ولكن طوال يوم 20 ظل سلبيًا تمامًا لأنه لم يكن لديه دعم من ضباط الحامية.
في هذه الأثناء بدأت الميليشيات العمالية بالسيطرة على شوارع دونوستيا (سان سباستيان). وقد أقنعت الأنباء الواردة من أجزاء أخرى من إسبانيا السلطات المدنية في سان سيباستيان حول الرغبة في جمع صف من القوات للانضمام إليهم إلى متطوعي CNT و UGT الذين كانوا يستعدون للمغادرة إلى فيتوريا، بقيادة القائد أوغستو بيريز غارمينديا الذي وضع نفسه في خدمة الجمهورية. وفي 20 يوليو تم تنظيم طابور دعم مكون من عمال CNT والحرس المدني وحراس الاقتحام للمغادرة إلى فيتوريا بعد ظهر ذلك اليوم نفسه. ثم قرر فالسبين تحت ضغط من مولا الانضمام إلى الانتفاضة العسكرية.

## معارك في سان سيباستيان

### بداية الانتفاضة

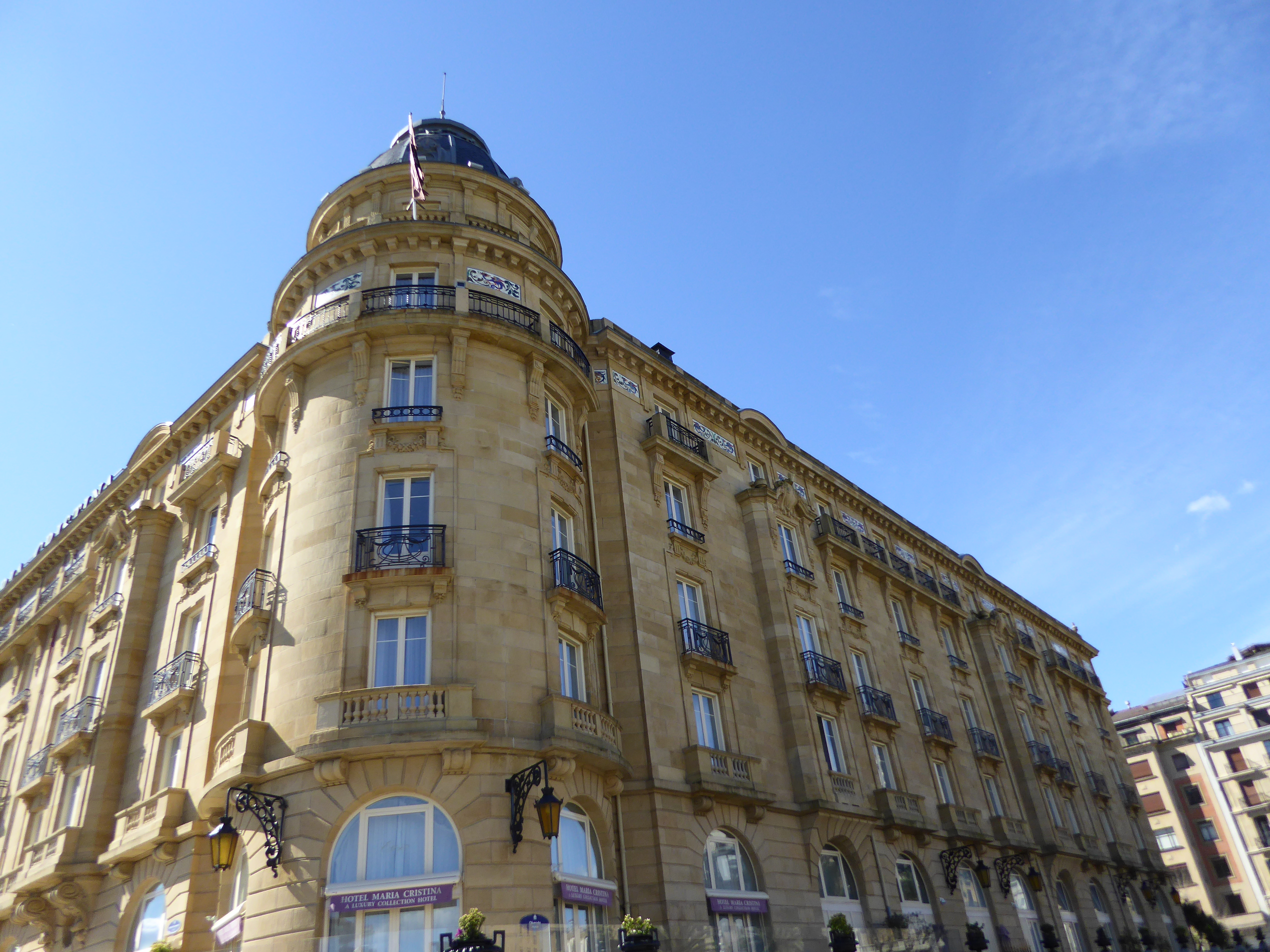
فندق ماريا كريستينا، سان سيباستيان. ارتكز فيه أنصار التمرد في يوليو 1936 وهزموا.

بعد مغادرة الطابور الأول لمهاجمة فيتوريا في 21 يوليو، أعطى فاليسبين الذي لا يزال في صراع مع العقيد كاراسكو أمرًا بإنزال القوات المتمردة إلى الشوارع لأخذ نقاط إستراتيجية في سان سيباستيان. وضع المتمردون قطعتين مدفعية أمام مبنى الحكومة مما تسبب في فرار سكانها. بعد قتال قصير وقع صباح 21 يوليو، سيطرت قوات المتمردين على أهم المباني في سان سيباستيان، في حين أن السلطات الجمهورية والعديد من قادة النقابات فروا إلى إيبار، حيث اتصلوا بطابور بيريز غارمنديا. وفي فيتوريا شكل الحرس المدني والاقتحام الذي ظل مواليا لحكومة مدريد. أسس الكولونيل كاراسكو مركز عملياته في فندق ماريا كريستينا معلنا حالة الطوارئ، بينما تركزت مجموعة من الحرس المدني المتمرد في كازينو غران.
في 22 يوليو علم القائد بيريز غارمنديا الذي وصل إيبار بما حدث في سان سيباستيان في اليوم السابق، فبدأ على الفور لاستعادة المدينة تاركًا عدد قليل من قواته في إيبار والعودة مع معظمها إلى سان سيباستيان. ففاجئ المتمردين بهجوم الطوابير الجمهورية المضاد على سان سيباستيان، بدعم من الحرس المدني وحرس الهجوم وفيلق حرس الحدود والميغوليت. وفي غسق ذلك اليوم وبعد قتال عنيف لم يحتفظ المتمردون إلا بثكنات لويولا وفندق "ماريا كريستينا"، بينما تمكنت الميليشيات الجمهورية وقوات الأمن من استعادة المدينة بأكملها تقريبًا. فانتفض العديد من المجندين عن قوى الانتفاضة لعدم اقتناعهم في القتال. وفي الساعة 1:00 من مساء 23 يوليو هزم المتمردون المتحصنون في الفندق أخيرًا واحتل القوات الحكومية المبنى. ومع ذلك كان الوضع في ثكنات لويولا مختلفًا جدًا، حيث لديها 1700 بندقية وبندقية آلية وثمانية مدافع هاوتزر، مما يسمح للمتمردين بإطالة المقاومة إلى أجل غير مسمى تقريبًا. في المقابل كان لدى الميليشيات الجمهورية في سان سيباستيان بالكاد 300 بندقية موزعة بين رجالهم بدون مدفعية أو مدافع رشاشة، على الرغم من أن لديهم قوات الحرس المدني والحرس ، مما جعل الهجوم المباشر صعبًا. ومع ذلك بدأت المليشيات الجمهورية منذ صباح 24 يوليو في حصار الثكنات.
وثقت السلطات الجمهورية في كونها أغلبية المجندين في ثكنات لويولا من أصل الباسك، يمكن لدعاية الحزب القومي الباسكي الموالي للجمهورية أن تقنعهم برفض الانضمام إلى التمرد العسكري. بالإضافة إلى ذلك، كانت ترسانة ثكنات لويولا حافزًا قويًا للاستمرار في الحصار، نظرًا لأن امتلاك الأسلحة الموجودة هناك سيعطي ميزة معينة للميليشيا سواء كانت فوضويًا أو من قومية الباسك، الذين سيسيطرون على الترسانة.

### المحصلة
على الرغم من أن مدينة سان سباستيان أضحت بيد القوات الجمهورية (معظمهم من الأناركيين المسلحين وبعض النقابات التابعة لحزب PNV)، إلا أن هذه القوات كانت أضعف من شن هجوم قوي على ثكنات لويولا، وبوجود حامية مسلحة بشكل أفضل بكثير من المهاجمين. إلا أن القوى الأناركية كانت متفوقة عدديا وفرضت حصارا شديدا على الثكنات، على الرغم من الخوف أن يؤدي خروج المحاصرين إلى خسائر فادحة. وساعد وصول الحرس المدني وحرس الاقتحام الذين انضموا إلى الحصار إلى زيادة الضغط على المتمردين الذين ظلوا في مقاومة ضعيفة، قوضت بتأثير العقيد كاراسكو حول ما إذا كانوا سيستمرون في التمرد أو الاستسلام، بينما أصر العقيد فالسبين على استمراره بالانتفاضة ضد الجمهورية. ولكن بدا أن معظم الجنود عارضوا الاستمرار إلى جانب المتمردين، محذرين من الهزيمة الكاملة للانتفاضة في سان سيباستيان، والصعوبة التي يمكن أن تقدمها قوات المتمردين نافار لدعمهم، (حيث لا يزال يتعين على هذه القوات القتال في إرون ضد القوات الجمهورية) وتردد ضباطها الكبار.
في 27 يوليو استسلم آخر المدافعين عن لويولا.

## النتائج
تمكن فاليسبين من الفرار من الثكنات التي سلمها العقيد كاراسكو دون قتال للجمهوريين صباح 28 يوليو، وقد أسرته الميليشيات الأناركية ومعه عدة ضباط الذين انضموا في بداية الأمر إلى الثورة. على الرغم من حقيقة أن وضعه كان العامل الرئيسي في فشل الثورة في سان سيباستيان، إلا أن العقيد كاراسكو قد اغتيل دون أن تتاح له الفرصة للدفاع عن نفسه، ظهر جسده في 29 يوليو بجوار خطوط السكك الحديدية، ربما نتيجة ثأرية لقمعه القاسي الذي استخدمه قبل عامين في ما يسمى بـ (بالإسبانية: Octubrada أكتوبرادا)‏.
ومع ذلك على الرغم من جهود الحكومة المدنية التي تسيطر عليها قومية الباسك، للسيطرة على ترسانة الثكنات التي لا تقدر بثمن، فقد تقدمت عليها الميليشيات الأناركية وحصلت على معظم الأسلحة من ثكنات لويولا، وبالتالي ظهرت التوترات الأولى بين حزب PNV والنقابات اليسارية خلال الحرب الأهلية في إقليم الباسك. في ليلة 30 يوليو اعتدى رجال المليشيات على سجن أونداريتا واغتالوا عشرات من ضباط الجيش اليميني والمتمردين.
في 6 أغسطس فصل أرتولا غويكويشيا غير الفعال واستبدلته الحكومة المدنية بضابط الشرطة أنطونيو أورتيغا.